# Námaste

Bailarina realiza el gesto námaste.

El namasté, namaste o nemasté (del sánscrito नमस्ते [nʌmʌsˈteː]) es un saludo de bienvenida y despedida, usado en la India y Nepal, así como en otras países de Asia. Su significado espiritual es 'mi alma honra vuestra alma' y su significado literal es 'me inclino ante usted', normalmente se acompaña con una inclinación ligera de la cabeza hecha con las palmas abiertas y unidas entre sí, ante el pecho, en posición de oración, a este gesto se le conoce en sánscrito como añjali mudrā. Aunque en algunas culturas occidentales utilizan una inclinación más pronunciada que simboliza respeto.

## Origen y etimología
Namasté a veces se usa en el contexto de las prácticas de yoga como un saludo de encuentro o despedida, generalmente tomado como una expresión de buenos deseos. Se utiliza a lo largo de Asia del Sur, sobre todo en el contexto de las culturas budistas, particularmente para acercarse a un superior.
Proviene del sánscrito namaste, y este formado por namas ‘reverencia, adoración’ y te (caso dativo del pronombre personal tuám: ‘tú, usted’) ‘a ti, a usted’, literalmente 'te reverencio a ti' o 'le reverencio a usted'.

El término sánscrito namaste se escribe नमस्ते en escritura devanagari; se puede transliterar namaste (téngase en cuenta que la e es siempre una vocal larga en sánscrito).
También existe el término námaskara, que significa ‘saludar’ o ‘hacer reverencias’ (siendo namas ‘reverencia’ y krí ‘hacer’), es considerado un saludo ligeramente más formal.

## El gesto y su simbolismo
Al pronunciar namasté se llevan las palmas abiertas juntas: normalmente ante el pecho, debajo de la barbilla, debajo de la nariz, o sobre la cabeza. Este, como cualquier otro gesto, se considera un mudrā (‘gesto’ o posición simbólica de las manos difundida en las religiones orientales).

### Connotaciones esotéricas de la postura
En el hinduismo, la palma derecha representa la planta de los pies de Dios y la palma izquierda representa la cabeza del devoto.
En otros contextos religiosos, la persona que hace el gesto de unir las dos manos elimina sus diferencias con la persona a la que reverencia, y se conecta con ella. La mano derecha representa la naturaleza más alta, la espiritual, mientras que la izquierda representa el ego mundano. La inclinación de la cabeza es una indicación simbólica de respeto.

### En Japón
En japonés este gesto de las manos (con una reverencia más inclinada) se llama gasshō (合掌).

## La reverencia en el budismo
Según el escritor budista Dōgen (1200-1253): «Con tal de que haya verdadera reverencia, el sendero del Buda no decaerá».
En otros términos, a menos que podamos reconocer totalmente la bondad de otros y focalizar absolutamente nuestro homenaje a ello, sin ningún pensamiento de egoísmo o segunda intención y entonces reverenciar completamente de corazón, no nos acercaremos al estado de iluminación de mente y cuerpo, que es el enfoque de la práctica budista.

## Significados fuera de la India y Japón

### El námaste en la literatura

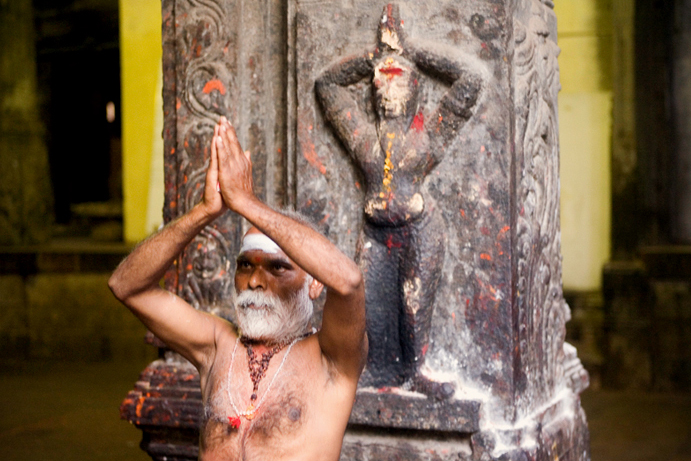
Un sadhú realizando námaste en Madurai (India).

En la novela The journey of the fool (el viaje de los tontos), de Fady Bahig, el gurú ficticio Sri Bakashānanda explica el sentido de námaste:

Significa ‘yo saludo a la luz de Dios que está en ti’. De hecho, significa que la luz de Dios en mí saluda a la luz de Dios en ti. Pero tú sabes que no hay ninguna diferencia entre la luz de Dios que está en mí y la luz de Dios que está en ti. Y ya que los saludos solo se realizan entre dos entidades separadas, para nosotros sería mejor no hablar en absoluto de saludos, sino decir que la luz de Dios en nosotros celebra su presencia eternamente en nuestros corazones.

### Nuevas «etimologías»
Los occidentales que aprendieron acerca del námaste (que significa literalmente ‘yo te hago reverencia’) en libros de yoga creen que esta palabra es parte de la práctica yóguica, y han inventado varios significados erróneos:
- Lo mejor de mí te saluda.
- Tu alma y la mía son una sola alma en Dios.
- El Dios en mí ve y honra al Dios en ti.
- Pueda el Dios dentro de ti, bendecirte.
- Lo divino en mí saluda a lo divino en ti.[2]
- Veo el bien en ti, porque sé del bien en mí.[3]
- Yo saludo ese lugar donde tú y yo somos uno.
- Mi ser interior bendice y saluda a tu ser interior.
- Mi energía más alta saluda a tu energía más alta.
- Te saludo con reverencia no a ti, sino a tu interior.
- Yo honro al espíritu en ti que también está en mí.[4]
- Adoro a tu verdad interna (no refiriéndome a ti como un ego).
- Mi budeidad latente interna reverencia a tu budeidad latente interna.
- El espíritu en mí se encuentra identificado con el espíritu presente en ti.
- Mi saludo reconoce la igualdad de todos, y rinde honor a la santidad e interconexión entre todos, así como a la fuente de esa unión.
- Yo reconozco que dentro de cada uno de nosotros hay un lugar donde mora la Divinidad, y cuando nosotros estamos en ese lugar, nosotros somos uno solo.
- En el popular programa Nadie sabe nada de la emisora española Cadena SER, los directores y copresentadores del programa Berto Romero y Andreu Buenafuente convierten el honorable saludo «Namasté» en la palabra «Samanté», haciendo un uso jocoso de la palabra, divulgando a la par que sustituyendo en España el original «Namasté» por la sustitución «Samanté».
- Yo honro ese lugar en ti en donde habita el universo entero, yo honro ese lugar en ti que es un lugar de amor, de verdad, de luz. Y sé que cuando tú estás en ese lugar dentro de ti, y yo estoy en ese lugar dentro de mí, tú y yo somos uno solo.[5][6]